# Геппі-Джек (Аризона)
Геппі-Джек (англ. Happy Jack) — невключена територія в окрузі Коконіно, штат Аризона, США. 

## Демографія
У 2010 році на території мешкало приблизно 1,079 осіб (у 2000 році — 641 осіб). 
Чоловіків — 510 (47.3 %);

Жінок — 569 (52.7 %).
Медіанний вік жителів: 44.2 років;
по Аризоні: 35.6 років;
Середній розмір домогосподарства: 2.4 осіб; по Аризоні: 2.7 осіб. 

### Доходи
Середній скоригований валовий дохід в 2004 році: $47,022;
по Аризоні: $50,097.
Середня заробітна плата: $39,326;
по Аризоні: $42,146.

### Расова / етнічна приналежність (перепис 2010)
Білих — 906.

 Афроамериканців — 145.

 Індіанців — 217.

 азіатів — 4,221.

 Корінних жителів Гавайських островів та інших островів Тихого океану — 0.

 Інші — 429.

 Відносять себе до 2-х або більше рас — 48.

 Латиноамериканців — 58.